# Les Éparres
Les Éparres este o comună în departamentul Isère din sud-estul Franței. În 2009 avea o populație de 1.927 de locuitori.

## Evoluția populației
| An        | 1975 | 1982  | 1990  | 1999  | 2006  | 2009  |
| --------- | ---- | ----- | ----- | ----- | ----- | ----- |
| Populație | 709  | 1.059 | 1.214 | 1.551 | 1.729 | 1.927 |